# 亞歷山德里夫卡 (羅茲迪利納區)
46°45′5″N 30°21′50″E / 46.75139°N 30.36389°E
亞歷山德里夫卡（烏克蘭語：Олександрівка），是烏克蘭西南部敖德萨州羅茲迪利納區罗兹迪利纳市镇的村落。始建於1924年，面積0.12平方公里，海拔高度21米，2001年人口12，人口密度每平方公里97.56人。